# Alamis continua
Alamis continua là một loài bướm đêm trong họ Noctuidae.